# Championnat de Sainte-Lucie de football 2022
Navigation
Édition précédente Édition suivante
La saison 2022 du championnat de Sainte-Lucie de football est la quarante-quatrième édition de la SLFA First Division, le championnat de première division de Sainte-Lucie.
Le Platinum FC, tenant du titre, fait face aux neuf meilleures équipes de Sainte-Lucie. Le club promu du B1 FC devance le triple tenant du titre du Platinum FC en fin de saison pour s'adjuger un premier titre de champion.

## Les équipes participantes
| \| El Niños GMC United Northern United Platinum Uptown Rebels Victory Eagles Monchy United Ti Rocher VSADC B1 FC \| Localisation des équipes engagées. |
| El Niños GMC United Northern United Platinum Uptown Rebels Victory Eagles Monchy United Ti Rocher VSADC B1 FC                                          |

| Équipe                    | Classement 2021 | Ville      | Stade                      |
| ------------------------- | --------------- | ---------- | -------------------------- |
| Platinum FC               | Champion        | Vieux Fort | Philip Marcellin Grounds   |
| SLSO Monchy United        | 2e              | Monchy     |                            |
| Northern United All Stars | 3e              | Gros Islet | Gros Islet Cricket Oval    |
| GMC United                | 4e              | Gros Islet | Gros Islet Cricket Oval    |
| Uptown Rebels             | 5e              | Vieux Fort | Philip Marcellin Grounds   |
| El Niños                  | 6e              | Blanchard  | Desruisseaux Playing Field |
| VSADC                     | 7e              | Castries   |                            |
| Ti Rocher                 | 8e              | Ti Rocher  | Beauchamp Playing Field    |
| Victory Eagles SC         | Promu           | Vieux Fort |                            |
| B1 FC                     | Promu           | Castries   |                            |

Légende des couleurs
- Tenant du titre
- Promu

## Compétition

### Classement
Les dix équipes s'affrontent une seule fois.
Le barème de points servant à établir le classement se décompose ainsi :
- Victoire : 3 points
- Match nul : 1 point
- Défaite : 0 point

| Rang | Équipe                    | Pts | J | G | N | P | Bp | Bc | Diff |
| ---- | ------------------------- | --- | - | - | - | - | -- | -- | ---- |
| 1    | B1 FC P                   | 22  | 9 | 7 | 1 | 1 | 29 | 12 | +17  |
| 2    | Platinum FC T             | 21  | 9 | 7 | 0 | 2 | 30 | 11 | +19  |
| 3    | SLSO Monchy United        | 20  | 9 | 6 | 2 | 1 | 36 | 12 | +24  |
| 4    | Uptown Rebels             | 14  | 9 | 4 | 2 | 3 | 20 | 20 | 0    |
| 5    | VSADC                     | 14  | 9 | 4 | 2 | 3 | 19 | 20 | -1   |
| 6    | Victory Eagles SC P       | 13  | 9 | 4 | 1 | 4 | 17 | 17 | 0    |
| 7    | Northern United All Stars | 12  | 9 | 3 | 3 | 3 | 14 | 14 | 0    |
| 8    | El Niños                  | 8   | 9 | 2 | 2 | 5 | 19 | 34 | -15  |
| 9    | GMC United                | 2   | 9 | 0 | 2 | 7 | 11 | 27 | -16  |
| 10   | Ti Rocher                 | 1   | 9 | 0 | 1 | 8 | 9  | 37 | -28  |

|  | Champion de Sainte-Lucie 2021 |
|  | Relégué en Second Division    |
|  | T : Tenant du titre           |

## Bilan de la saison
| Championnat de Sainte-Lucie de football 2022 |                    |
| Champion                                     | B1 FC (1er titre)  |
| Dauphin                                      | Platinum FC        |
| Qualifications continentales                 |                    |
| Caribbean Cup 2023                           | B1 FC              |
| Promotions et relégations                    |                    |
| Promus en SLFA First Division                | BAYS FC            |
| Promus en SLFA First Division                | 1987 All Starz SCC |
| Relégués en Second Division                  | GMC United         |
| Relégués en Second Division                  | Ti Rocher          |